# Jon Morton Aase
Jon Morton Aase (* 15. Juli 1936 in Wisconsin) ist ein amerikanischer Pädiater und Morphologe. Nach ihm sind das Aase-Syndrom und das Aase-Smith-Syndrom benannt.
Aase ist bekannt als Experte für das fetale Alkoholsyndrom (FAS), das als häufigste Ursache vorgeburtlich entstandener kognitiver Beeinträchtigung ohne genetischen Einfluss gilt.

## Leben
Aase wuchs in Kalifornien und Alabama auf. Nachdem er sein Medizinstudium an der Yale University in New Haven (Connecticut) beendet hatte, ging er an die University of Minnesota und letztendlich an die University of Washington. Danach studierte er zwei Jahre die einheimische Bevölkerung Alaskas, bevor er zurück nach Seattle ging, um dort mit dem Kinderarzt und Dysmorphologen David W. Smith zusammenzuarbeiten. Nach weiteren fünf Jahren in Alaska ging er an die University of New Mexico in Albuquerque, wo er Chefarzt der dysmorphologischen Abteilung wurde.
Aase ist Herausgeber bzw. Co-Autor von über 45 Artikeln auf dem Gebiet der Dysmorphologie. Er entwickelte die klinische Checkliste für das FAS sowie das Screening-Protokoll für die Behandlungszentren dieser Krankheit und begleitete zu Beginn des 2. Jahrtausend eine Studie zur Epidemiologie des FAS an diesen Institutionen. 
Er sitzt im Beratungsgremium der National Organization on Fetal Alcohol Syndrome (NOFAS). Nebenamtlich praktiziert er privat als beratender Dysmorphologe und bietet seine Dienste im Bereich der Behandlung und Ausbildung für verschiedene staatliche und nationale Trägerinstitutionen an.